# Mörtel

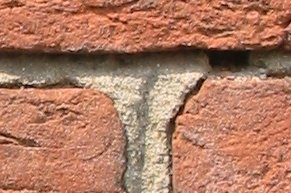
Erhärteter Mauermörtel in Sichtmauerwerk

Mörtel (von lat. mortarium „Mörser“, „Mörtelgefäß“; regional auch der Speis) ist ein Baustoff mit vielfachen Verwendungen. Die häufigsten Anwendungen sind Mauermörtel sowie Putzmörtel für Wände und Decken.
Traditioneller Mörtel wird aus Gesteinskörnung mit höchstens 4 bzw. 8 mm Korngröße, Zugabewasser und einem Bindemittel wie Lehm, Kalk oder Zement angemischt. Fertigmischungen enthalten verschiedene Zusatzstoffe und -mittel. Der Wasserfeststoffwert bezeichnet die Wassermenge, die einem Werkmörtel (Trockenmörtel) zugegeben werden muss. 
Moderne Mörtel können auch ausschließlich Kunstharze als Bindemittel enthalten und werden dann nicht mit Wasser angemischt.
Traditionelle Mörtel werden meist auf saugfähige Baustoffe aufgetragen, an welche sie Wasser abgeben. Unter anderem dadurch kommt es nach dem Auftrag zu einem ersten Ansteifen des Mörtels. Die chemische Verfestigung des Mörtels wird als Abbinden und insbesondere bei Beton auch als Erstarren bezeichnet.

## Geschichte
Die Entwicklung von Mörtel fällt in die Zeit der Antike. Die Römer entwickelten den Baustoff opus caementitium, ein Gemisch aus Bruchstein oder Ziegelschrot (Caementum; vgl. „Zement“), Bindemittel (Mortar) und Wasser, um eine Art künstlichen Stein herzustellen. Opus caementitium wird heute als Vorläufer des Betons betrachtet, aber auch der heutige Mörtel hat sich aus diesem antiken Baustoff entwickelt. Im Unterschied zum Beton sind die verwendeten Gesteinskörnungen feiner, eine Zugabe von größeren Bruchsteinen fehlt.

## Verwendung
Nach seiner Funktion oder Verwendung unterscheidet man:
- Mauermörtel zur Herstellung von Mauerwerk
- Putzmörtel zum Verputzen von Wänden und Decken
- Brandschutzmörtel für feuerbeständige Abschottungen
- Kunstharzmörtel, bestehend aus ungesättigtem Polyesterharz, Methacrylatharz oder Epoxidharz[4]
- Fugenmörtel zum nachträglichen Ausfugen von Fliesen, Verblendern, Sichtmauerwerk und Pflastersteinen
- Estrichmörtel bzw. Estrichbeton zur Herstellung eines Estrichs als Fußboden oder Grundlage für den Bodenbelag. Zementestrich ist ein Beton, dessen Zuschlag auf einen Korndurchmesser von 4 bis 8 mm begrenzt ist.
- Vergussmörtel bzw. Gießmörtel zum Vergießen von Verankerungen, Löchern und Spalten
- Quellmörtel zum form- bzw. kraftschlüssigen Verfüllen, Ausstopfen und Ausmauern von Hohlräumen bzw. zum Untermauern von Bauteilen
- Injektionsmörtel zum Verfüllen von Rissen
- Ausgleichsmassen zum Nivellieren von Höhenunterschieden und Unebenheiten
- Wassermörtel mit hohem Widerstand gegenüber aggressiven Wässern und Aushärtung unter Wasser
- mineralische Dichtschlämme zum Abdichten von Böden und Wänden
- Wärmedämmmörtel zur Wärmedämmung
- Klebemörtel
  - zementhaltig zur Befestigung von Verkleidungselementen wie Keramikfliesen oder Natursteinplatten, siehe Fliesenkleber
  - gipshaltiger Ansetzmörtel zum Befestigen von Trockenbauplatten an Mauerwerk
  - Armierungsmörtel (Klebe- und Armierungsmörtel) zum Einbetten von Armierungsgewebe
- Reparatur- und Dichtungsmörtel
- Beschichtungsmörtel oder Korrosionsschutzmörtel mit Zement und Kunstharzen, etwa zum Beschichten von freiliegender Bewehrung bei der Instandsetzung von Stahlbeton sowie der Auskleidung von Stahlrohren als Korrosionsschutz gegenüber aggressiven Medien.[5]

## Bestandteile
Nahezu jeder Mörtel enthält Füllmittel, welche die Druckfestigkeit erhöhen, das Schwinden reduzieren und das Volumen erhöhen. 
Füllmittel werden traditionell auch als Zuschlag bezeichnet. Mineralische Füllmittel heißen Gesteinskörnung. 
Bindemittel verfestigen das Bindemittel und füllen gegebenenfalls die Hohlräume des Haufwerks aus.
Nur wenige Bindemittel können wie Gips auch ganz ohne Zuschläge bzw. Gesteinskörnung verwendet werden, da sie beim Abbinden kaum schwinden.
Eine Vielzahl von Zusatzstoffen und Zusatzmitteln beeinflussen die Eigenschaften des Mörtels.
In der Regel soll der Mörtel nach dem Anmischen lange verarbeitbar bleiben, aber nach dem Auftrag ausreichend schnell ansteifen und aushärten. (Grünstandfestigkeit bezeichnet die Eigenschaft von Beton, sein eigenes Gewicht tragen zu können.)

### Gesteinskörnung

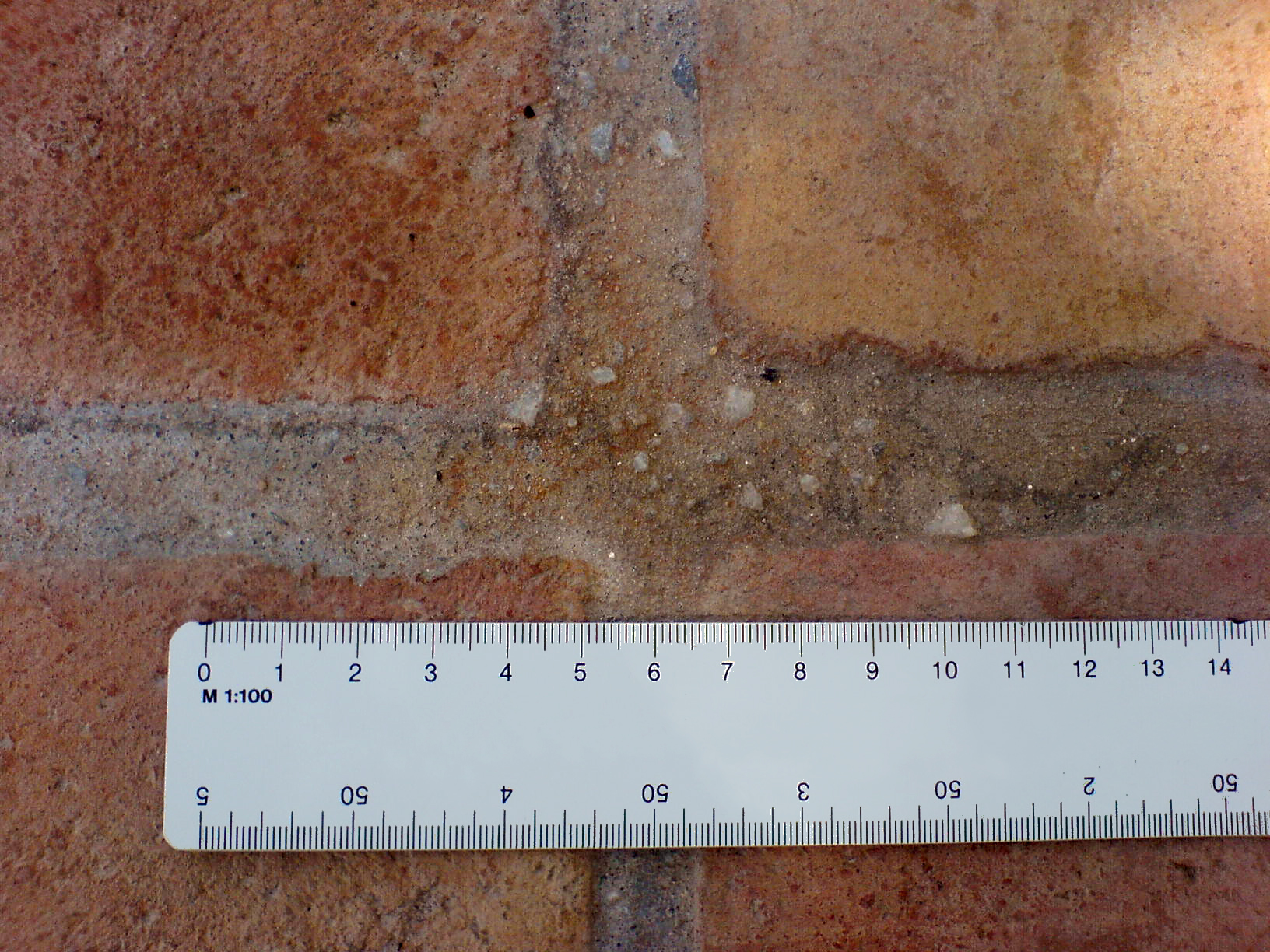
Terrassenplatten in Mörtel mit Feinkies als Gesteinskörnung

Als Gesteinskörnung (früher häufig als Zuschlag bezeichnet) im Mörtel wird in der Regel Sand bis 4 mm Korngröße verwendet. Estrichmörtel sowie grobem Spritzputz wird auch Feinkies mit Größtkorn bis 8 mm beigegeben. Traditionell wurden Putzmörtel mit unterschiedlichen tierischen oder pflanzlichen Fasern bewehrt. Leicht- und Dämmmörtel enthalten auch Styroporkügelchen oder Holzspäne. 
Zementmörtel unterscheidet sich neben dem Verwendungszweck überwiegend durch die geringere Korngröße von Beton. 

### Bindemittel
Mörtel kann mit mineralischen Bindemitteln wie Kalk, Zement, Gips, Anhydrit, Magnesit, Mischbinder sowie Putz- und Mauerbinder oder mit organischen Bindemitteln (dispergierte Kunstharze) hergestellt werden. Puzzolane unterstützen als Hydraulefaktoren die Beständigkeit. Lehm ist das einzige Bindemittel, welches nicht chemisch abbindet und so immer wieder verwendbar ist, ohne dass sich seine Eigenschaften ändern. 
Das Bindemittel verfestigt sich entweder durch Trocknung wie Lehm oder durch chemische Vorgänge:
- Im Luftmörtel erhärtet das Bindemittel durch den Zutritt von Luft bzw. Kohlenstoffdioxid.
- Wassermörtel oder hydraulischer Mörtel härtet auch unter Wasser aus.

## Richtlinien und Normen

### EN 998Festlegung für Mörtel im Mauerwerksbau
Die EN 998-1 gilt für im Werk hergestellte Putzmörtel, die als Außenputz und als Innenputz für Wände, Decken, Pfeiler und Trennwände verwendet werden. Sie enthält Definitionen und Leistungsanforderungen. Sie unterscheidet nach Herstellungskonzept, Herstellungsart und Art der Eigenschaften und/oder Verwendungszweck.
Die EN 998-2 gilt für Mauermörtel.

#### EN 998-1Putzmörtel – Einteilung nach Verwendungszweck
- Normalputzmörtel (GP)
- Leichtputzmörtel (LW)
- Edelputzmörtel (CR)
- Einlagenputzmörtel für außen (OC)
- Sanierputzmörtel (R)
- Wärmedämmputzmörtel (T)

### Einteilung nach Herstellungsart
Einteilung nach DIN V 18580
- Werkmörtel (nach EN 998)
  - Werk-Trockenmörtel – fertiges Gemisch aller trockenen Ausgangsstoffe in Silo oder Säcken. Auf der Baustelle darf nur noch Wasser zugemischt werden.
  - Werk-Frischmörtel – gebrauchsfertiger Mörtel, der im Fahrmischer zur Baustelle geliefert und bis zur Verarbeitung meist in Mörtelkübel gefüllt wird. In der Regel 36 Stunden verarbeitbar. Auf der Baustelle darf kein Wasser mehr zugegeben werden.
- werkmäßig hergestellter Mörtel
  - Werk-Vormörtel (überwiegend in Norddeutschland erhältlich) – Gemisch aus Gesteinskörnung (Zuschlag), Kalk und evtl. weiteren Zusätzen. Auf der Baustelle werden nach Herstellerangabe Zement und Wasser zugegeben.
  - Mehrkammer-Silomörtel – In einem speziellen Silo mit getrennten Kammern gelieferte Mörtelausgangsstoffe, die einschließlich Anmachwasser maschinell dosiert und gemischt werden. Der Mischer ist häufig Bestandteil des Silos und liefert verarbeitungsfähigen Mörtel, dem auf der Baustelle nichts weiter zugesetzt werden darf.
- Baustellenmörtel (nach DIN 18580)

### DIN 18550
Im September 2003 wurden viele der Festlegungen aus der Reihe der ursprünglichen DIN 18550:1985 Festlegungen für Mörtel im Mauerwerksbau durch die europäischen Produktnormen EN 998 Teil 1: Putzmörtel und Teil 2: Mauermörtel sowie die Normen EN 13914 für Planung, Zubereitung und Ausführung von Außen- und Innenputzen – Teil 1: Außenputze und Teil 2: Innenputze ersetzt.
Die Teile 1 und 2 der neuen DIN 18550 (Vornorm ab 2005, Neufassung ab 2014) legen zur Planung, Zubereitung und Ausführung von Außen- und Innenputzen Ergänzungen für den deutschen Markt fest.
Es handelt sich dabei also nun um „ergänzende Festlegungen“ zur DIN EN 13914-1 für Außenputze und DIN EN 13914-2 für Innenputze.

#### Mauermörtelgruppen nach der alten DIN 18550:1985
- MG 1a – Kalkmörtel, Gemisch aus Sand und gelöschtem Kalk (Sumpfkalk, Fettkalk bzw. Kalkmilch); der gebrannte Kalk wird durch thermische Zersetzung von Calciumcarbonat hergestellt (siehe Technischer Kalkkreislauf und Kalkbrennen), bei Direktverarbeitung spricht man von Heißkalkmörtel
- MG 2a – Kalkzement / hydraulischer Mörtel und Kalkzementmörtel (Gemisch aus Sand, Kalk/Kalkhydrat und Zement)
- MG 2a – Kalkzementmörtel
- MG 3a – Zementmörtel (Gemisch aus Sand und Zement)
- MG 3a – Zementmörtel, {\displaystyle f_{c}} = 20 N/mm2
- MG 4a – Gipsmörtel (Gemisch aus Sand und Gips)

### Prüfverfahren für Mörtel für Mauerwerk
- EN 1015-2, Teil 2: Probenahme von Mörteln und Herstellung von Prüfmörteln
- EN 1015-7, Teil 7: Bestimmung des Luftgehaltes von Frischmörtel
- EN 1015-9, Teil 9: Bestimmung der Verarbeitbarkeitszeit und der Korrigierbarkeitszeit von Frischmörtel
- EN 1015-10, Teil 10: Bestimmung der Trockenrohdichte von Festmörtel
- EN 1015-11, Teil 11: Bestimmung der Biegezug und Druckfestigkeit von Festmörtel
- EN 1015-12, Teil 12: Bestimmung der Haftfestigkeit von erhärteten Putzmörteln
- EN 1015-18, Teil 18: Bestimmung der kapillaren Wasseraufnahme von erhärtetem Mörtel (Festmörtel)
- EN 1015-19, Teil 19: Bestimmung der Wasserdampfdurchlässigkeit von Festmörteln aus Putzmörteln
- EN 1015-21, Teil 21: Bestimmung der Verträglichkeit von Einlagenputzmörteln mit Untergründen

## Werkmörtel
Die DIN 18 557 regelt die Zulässigkeit bestimmter Additive und Bindemittel in Werkmörteln. 
Die Lieferform muss im Sortenverzeichnis auf dem Lieferschein angegeben werden:
- Art des Bindemittels und der Zuschläge
- die Zuordnung zu einer Mörtelgruppe gemäß DIN 1053 Teil 1 und Teil 2
- die Anwendungsrichtlinien gemäß DIN 18 550
- die Sortennummer
- die Wirkungsart der Zusatzmittel (Verzögerungszeiten etc.)
- zusätzliche Eigenschaften (z. B. wasserhemmend, wasserabweisend usw.)

### Werk-Trockenmörtel
Werk-Trockenmörtel wird als trockene Mischung in Säcken oder Wechselsilos an die Baustelle geliefert und dort manuell oder mechanisch mit Wasser angemischt.
Manche Mörtelsilos enthalten bereits Mischwerke.
Trockenmörtel und Trockenbeton müssen im Gegensatz zu Frischmörtel und Transportbeton nicht sofort verarbeitet werden. Die Lagerfähigkeit beträgt drei bis zwölf Monate. 

### Werkvormörtel
Werkvormörtel (auch Werk-Nassmörtel genannt) ist ein Luftkalkmörtel, der (überwiegend in Norddeutschland) von Transportbetonwerken und anderen Herstellern als sofort verwendungsfähige Mischung angeboten wird. 
Da hydraulische Mörtel wesentlich schneller abbinden, wird Werkvormörtel zunächst als Kalkmörtel der Mörtelgruppe I angeliefert. Dieser ist auf der Baustelle über mehrere Tage lagerfähig. 
Unter Zugabe von Zement kann der Mörtel vor Ort in einen Mörtel der MG II oder MG IIa angemischt werden, wobei Menge und Art des Zements vom Hersteller des Werkvormörtel auf dem Lieferschein vorgegeben wird. Durch die Zugabe von zusätzlichem Wasser kann die für die Verarbeitung erforderliche Konsistenz (Geschmeidigkeit) eingestellt werden.

### Werkfrischmörtel
Werkfrischmörtel ist ein fertig angemischter Mörtel, der von Transportbetonwerken durch spezielle Fahrzeuge (ähnlich Transportbetonfahrzeugen) auf die Baustellen geliefert wird. Werkfrischmörteln werden Abbindeverzögerer beigemischt, wodurch sie bis zu 16 Stunden verarbeitbar bleiben. 

## Mörtel-Arten
Nur Gipsmörtel und manche Quellmörtel für spezielle Anwendungen vergrößern beim Abbinden ihr Volumen. Gips nimmt beim Abbinden generell um ca. 1 % zu und eignet sich somit gut zum nachträglichen Einmörteln von Bauteilen wie Installationsdosen und Mauerankern. Da Gips nicht feuchtebeständig ist, sollte er jedoch nur im Innenbereich und in dauerhaft trockenen Wänden eingesetzt werden.

### Stopf- und Quellmörtel
Quellmörtel werden traditionell eingesetzt, um Öffnungen in bestehenden Wänden kraftschlüssig zu schließen, etwa wenn in der Altbausanierung Mauersteine in bestehendes Mauerwerk eingesetzt werden sollen. Auch können Befestigungsmittel und andere Bauteile in bestehenden Wänden, Decken und anderen Bauteilen verankert werden.
Unterstopf-, Stopfmörtel und Quellmörtel werden heute auch eingesetzt, um eine Wand setzungsfrei und maßhaltig zu errichten. Im Holzbau werden sie dazu verwendet, um Unebenheiten zwischen Mauerwerk, Bodenplatten oder Kellerdecken und darauf aufgesetzten Fußschwellen und Holztafel-Elementen auszugleichen, indem die horizontal ausgerichtete Schwelle mit dem Mörtel unterfüttert wird.
Die Notwendigkeit, Unterstopf- oder Quellmörtel als Standard und im Neubau einzusetzen, ist umstritten. In den meisten Fällen kann auch gewöhnlicher Kalk- oder Zementmörtel eingesetzt werden, ohne dass sich dadurch Ausführungsunterschiede ergäben. Setzungsschäden entstehen in der Regel nicht durch die Verwendung von üblichem Kalk- und Zementmörtel (mit einem Schwindmaß von ca. 1 %), sondern durch Mängel in der Ausführung oder unzureichende Fundamentierung von historischen Gebäuden.
Die Bezeichnung Quellmörtel ist irreführend, da die meisten handelsüblichen zementhaltigen Quellmörtel nicht tatsächlich quellen, sondern lediglich mehr oder weniger schwindfrei abbinden.
Auch schwindfreie Vergussmörtel werden teilweise unter der Bezeichnung Quellmörtel angeboten. Vergussmörtel sind in der Regel zu flüssig, um sie mit der Kelle verarbeiten zu können. Deswegen sollte zwischen gewöhnlichem und fließfähigen Quellmörtel unterschieden werden.

### Verfüll- und Injektionsmörtel
Verfüllmörtel werden unter einer Vielzahl von Bezeichnungen angeboten, etwa Vergussmörtel und Verpressmörtel, sowie jeweils auch in Kombination mit -Masse oder -Suspension anstelle von -Mörtel. Verfüll-, Verguß- und Injektionsmörtel für größere Hohlräume werden meist zusätzlich als Quellmörtel formuliert, um ein Schwinden (Schrumpfen) während des Aushärtens zu vermeiden.
Bohrlöcher von Brunnenbohrungen oder Erdwärmesonden werden nach dem Einführen der Verrohrung meist mit einer feinen Mörtelsuspension ausgefüllt, die neben Zement überwiegend Bentonit und teilweise Gesteinsmehl und Feinsand enthält.

#### Verpress- und Injektionsmörtel
Injektionsmörtel werden auch als Verpressmörtel und Einpressmörtel bezeichnet. Sie werden in der Bauwerks- und Denkmalsanierung eingesetzt, um bestehende Wände durch Mauerwerksinjektion zu ertüchtigen oder zum Zweck der Mauerwerkstrockenlegung wasserundurchlässiger zu machen. Sie werden häufig mit einer Membranpumpe durch in die Wand eingesetzte „Packer“ (Röhrchen mit Dichtung und Anschlussnippel) in die Hohlräume zwischen den Steinen gepresst.
Bei der Herstellung von Spannbeton dient Einpressmörtel zum Verfüllen der Hüllwellrohre, in denen die Spanndrähte oder Litzen verlegt sind.
Die unter hohen Zugspannungen stehenden Spannglieder sind korrosionsempfindlich und müssen komplett vom Einpressmörtel umschlossen sein.
Injektionsmörtel enthalten unterschiedliche Bindemittel
- Zement oder andere hydraulische Bindemittel
- Kieselsäureester
- Kalk, häufig in kolloidaler Form
- Kunstharze, die sehr gut haften, aber kaum feuchtigkeits- und dampfdurchlässig sind.

Mineralische Injektionsmörtel enthalten Hilfsmittel, die den Mörtel pump- und fließfähig machen sowie Dispergiermittel wie Bentonit und Zellulose, welche die Suspension stabilisieren, indem sie das Absetzen der festen Bestandteile verzögern.
Auch die Anmischung im Kolloidmischer verbessert die Eigenschaften der Suspension.
Als Füll- bzw. Zuschlagstoffe werden neben Bentonit auch Gesteinsmehle und Feinsande eingesetzt, teilweise auch quellfähige Tonminerale (Dreischichtsilikate der Smektit-Gruppe wie Montmorillonit, Zweischichtsilikate wie Halloysit oder sogenannte Mixed-layer Minerale, aus verschiedenen Schichtsilikaten).
Fertigmischungen als Einpresshilfe werden unter Handelsnamen wie Daragrout (früher Tricosal) angeboten. Sie verbessern das Fließvermögen und zögern das Erstarren hinaus.
Um die Handhabung zu verbessern und Druckfestigkeit, Dichte und Elastizität des Injektionsmörtels besser an die vorhandenen Baumaterialien anzupassen, werden neuerdings Injektionsschaummörtel verwendet.

### Kanal- und Schachtbaumörtel
Diese Mörtelart ist für die hohen Anforderungen bei Kanal-, Schacht- und Sielarbeiten notwendig und wird mit hochwertigen Bindemitteln und mineralischen Zuschlagstoffen der Mörtelgruppe III vergütet. Einsetzbar ist er aber auch für alle anderen Mauer- und Putzarbeiten.

### Dachdeckermörtel
Dachdecker verwenden teilweise spezielle Kalkzementmörtel zum Verlegen von Grat-, Ortgang- und Traufziegeln sowie zum Anschluss der Dachdeckung an aufgehende Wände. Auch Firstziegel wurden früher häufig in Mörtel verlegt, soweit unterhalb der Ziegel kein Luftaustritt erforderlich war (Lüfterfirst beim Kaltdach). Alternativ werden exponierte Ziegel durch Edelstahl-Klammern, Draht, Nägel oder Schrauben befestigt. 
Der Dachdeckermörtel gehört zur Mörtelgruppe II. Er muss gut haften und darf nicht zu starr aushärten, um trotz wechselnder Feuchte- und Temperaturbelastung nicht zu reißen. Dachdeckermörteln werden häufig alkalibeständige Fasern zugesetzt. 

### Brandschutzmörtel

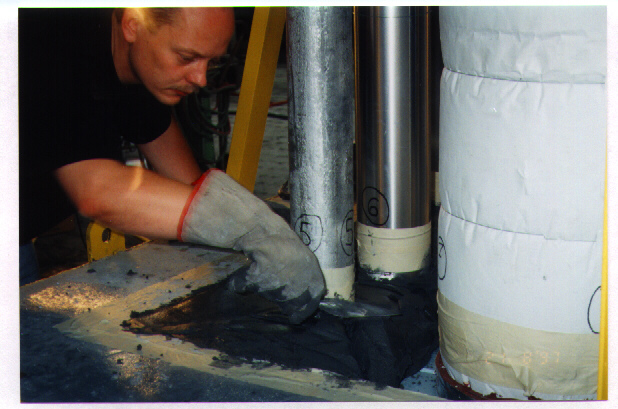
Aufbau eines Prüfkörpers für eine Brandprüfung

Brandschutzmörtel sind in Deutschland zulassungspflichtig durch das Deutsche Institut für Bautechnik. Es handelt sich um besondere Baustoffe, die einer bauamtlichen Fremdüberwachung unterzogen werden, weil sie zur Herstellung von Abschottungen benutzt werden, die nachweislich eine bestimmte Feuerwiderstandsklasse aufweisen müssen. Das Brandschutzgewerk ist ein Teil des „WKSB“ (Wärme-, Kälte-, Schall- und Brandschutz), also des Isolierungshandwerkes. Die einschlägigen Branchenverbände hierfür sind in Deutschland die Gütegemeinschaft Brandschutz im Ausbau und in den USA und Kanada die Firestop Contractors International Association und der International Firestop Council.
Brandschutzmörtel enthalten meist Gips, Kalk oder Zement als Bindemittel. Gips gibt beim Erhitzen Kristallwasser ab und kühlt dadurch das Bauteil. Brandschutzmörtel mit steif aushärtenden Bindemitteln wie Zement enthalten meist leichte Füllstoffe wie Perlite, Vermiculite und Fasern. Leichtzuschläge begrenzen die durch Wärmedehnung auftretenden Materialspannungen und vermeiden die Rissbildung im Mörtel.
Brandschutzmassen, die zum elastischen Verfüllen von Fugen und Brandschutzschotts gedacht sind, werden meist nicht als Brandschutzmörtel bezeichnet.